# Ceratomyxa galeata
Ceratomyxa galeata is een microscopische parasiet uit de familie Ceratomyxidae. Ceratomyxa galeata werd in 1929 beschreven door Jameson. 